# الصين الوطنية للطيران القابضة
الصين الوطنية للطيران القابضة المحدودة المعروفة أيضا باسم إير تشاينا جروب هي شركة صينية مملوكة للدولة وهي الشركة الأم لشركتي إير تشاينا وإير ماكاو. تم تأسيس الشركة في 11 أكتوبر 2002 من خلال دمج شركة إير تشاينا وشركة طيران جنوب غرب الصين وتشاينا الوطنية للطيران.

## الشركات التابعة
الصين الوطنية للطيران القابضة هي المالك الأكبر للعديد من شركات الطيران والشركات التابعة، بما في ذلك: حصص ملكية شركات الطيران والشركات التابعة:
- طيران الصين (53.46 ٪) [1]
  - داليان ايرلاينز (80 ٪)
  - طيران ماكاو (72.25 ٪)
  - شركة الشحن الجوي الصينية (51 ٪)
  - خطوط شينزين الجوية (51 ٪) [2]
    - كونمينغ ايرلاينز (80٪)  
    - خطوط خنان الجوية (51٪)  

  - مجموعة شاندونغ للطيران (49.4 ٪)
    - خطوط شاندونغ الجوية (22.8 ٪ مباشرة، 42 ٪ عبر مجموعة شاندونغ للطيران)
      - خطوط سيتشوان الجوية (10٪)  

  - كاثي باسيفيك (حوالي 20 ٪ من الملكية المشتركة)
  - شركة الطيران الوطنية الصينية المحدودة (100٪)
  - شركة هندسة وصيانة الطائرات (75٪) [3]

- شركة طيران شرق الصين (11 ٪) [4]
  - خطوط شنغهاي الجوية (100 ٪) [بحاجة لمصدر]
    - الخطوط الجوية الصينية المتحدة (80٪) [بحاجة لمصدر]
    - خطوط سيتشوان الجوية (10٪) [بحاجة لمصدر]

  - الخطوط الجوية الصينية للشحن (51 ٪) [5]

عمليات أخرى:
- شركة الطيران الوطنية الصينية (مجموعة) (100 ٪)
  - الصين لخدمات الطائرات (40٪ كأكبر مساهم) [6]
  - جاردين لخدمات الطيران (50٪)

## روابط خارجية
- الموقع الرسمي
- الموقع الرسمي لشركة الصين الوطنية للطيران (مجموعة) المحدودة [وصلة مكسورة]